# Route nationale 14 (Luxembourg)
Pour les articles homonymes, voir N14 et Route nationale 14.
La route nationale 14 est une route nationale luxembourgeoise reliant Diekirch à Wecker.